# 2001 إكس يو 10 (كويكب)
2001 أكس يو 10 (ويعرف أيضًا باسم (111253) 2001 أكس يو 10 وفق تسمية الكوكب الصغير) (بالإنجليزية: 2001 XU10)‏ هو كويكب ضمن حزام الكويكبات؛ وترتيبه 111253 من حيث الاكتشاف.
اكتُشف هذا الجُرم الفلكي بواسطة بحث لنكولن عن الكويكبات القريبة من الأرض في 9 ديسمبر 2001.

## وصلات خارجية
- 2001 إكس يو 10 (كويكب) في قاعدة بيانات مختبر الدفع النفاث لأجرام النظام الشمسي الصغيرة

- الاكتشاف · مخطط المدار ·  العناصر المدارية · المعلمات المادية

- 2001 إكس يو 10 (كويكب) على موقع ويكي سكاي: DSS2, SDSS, GALEX, IRAS, Hydrogen α, X-Ray, Astrophoto, Sky Map, Articles and images